# 瀧川虚至
瀧川 虚至（たきがわ きょし）は、日本のデザイナー、イラストレーター、メカデザイナー。
長崎県出身。主に、機動戦士ガンダムシリーズのメカニックデザイン・アレンジデザイン・テクニカルイラストレーション的な内部図やガンプラ・ガレージキット等の立体物のデザインを手掛けるが、少年少女、妖怪などをモチーフとしたゴシックで耽美的な絵や造形でも知られている。

## 関わった作品・商品・書籍

### ガンダムシリーズ作品
マスターアーカイブシリーズ (MASTER ARCHIVE)
- モビルスーツ RGM-79 ジム (GA Graphic編集部著)　2010/9/18
- モビルスーツ RX-78 ガンダム (GA Graphic編集部著)　2011/12/15
- モビルスーツ MSZ-006 Ζガンダム (GA Graphic編集部著) 2012/12/4
- モビルスーツ RX-78GP01ゼフィランサス (GA Graphic編集部著) 2013/9/30
- モビルスーツ RGM-79 ジム Vol.2 (GA Graphic編集部著) 2015/3/28
- モビルスーツアーカイブ RX-0 ユニコーンガンダム (GA Graphic編集部著) 2015/11/7
- モビルスーツアーカイブ MSN-06S シナンジュ (GA Graphic編集部著) 2016/3/31

小説
- 機動戦士ガンダム ブレイジングシャドウ (1) (カドカワコミックス・エース 著：板倉俊之) 2013/11/22
- 機動戦士ガンダム ブレイジングシャドウ (2) (カドカワコミックス・エース 著：板倉俊之) 2015/ 2/25
- 機動戦士ガンダム ブレイジングシャドウ (3) (カドカワコミックス・エース 著：板倉俊之) 2016/ 2/24
- アナハイム・ラボラトリー・ログ（矢立文庫Web小説、メカニカルデザイン）

漫画
- 機動戦士Ζガンダム Define ( 1) (カドカワコミックス・エース) 2011/11/25 北爪宏幸 (著), サンライズ(その他)
- 機動戦士Ζガンダム Define ( 2) (カドカワコミックス・エース) 2012/03/23 北爪宏幸 (著), サンライズ(その他)
- 機動戦士Ζガンダム Define ( 3) (カドカワコミックス・エース) 2012/07/25 北爪宏幸 (著), サンライズ(その他)
- 機動戦士Ζガンダム Define ( 4) (カドカワコミックス・エース) 2012/11/21 北爪宏幸 (著), サンライズ(その他)
- 機動戦士Ζガンダム Define ( 5) (カドカワコミックス・エース) 2013/03/22 北爪宏幸 (著), サンライズ(その他)
- 機動戦士Ζガンダム Define ( 6) (カドカワコミックス・エース) 2013/08/23 北爪宏幸 (著), サンライズ(その他)
- 機動戦士Ζガンダム Define ( 7) (カドカワコミックス・エース) 2014/02/24 北爪宏幸 (著), 矢立肇・富野由悠季
- 機動戦士Ζガンダム Define ( 8) (カドカワコミックス・エース) 2014/10/24 北爪宏幸 (著), 矢立肇・富野由悠季
- 機動戦士Ζガンダム Define ( 9) (カドカワコミックス・エース) 2015/03/24 北爪宏幸 (著), 矢立肇・富野由悠季
- 機動戦士Ζガンダム Define (10) (カドカワコミックス・エース) 2015/08/26 北爪宏幸 (著), 矢立肇・富野由悠季

アニメ
- ガンダムブレイカー バトローグ（2021年、メカニックデザイン）

ゲーム
- 機動戦士ガンダム バトルオペレーション Code Fairy（2021年、メカニックデザイン）

### その他シリーズ作品
マスターファイルシリーズ (MASTER FILE)
- ヴァリアブルファイター VF-1バルキリー 2009/7/14 GA Graphic編集部(著)
- ヴァリアブルファイター VF-19エクスカリバー 2010/6/2 エンタテインメント書籍編集部(著), 河森 正治(監修, 監修)
- ヴァリアブルファイター VF-1バルキリー　宇宙の翼　VF-1バルキリー Vol.2 2010/12/24 GA Graphic編集部(著), 河森正治(監修), ビックウェスフロンティア(監修)
- ヴァリアブルファイター VF-25メサイア 新たなる救世主 2011/4/30 エンタテインメント書籍編集部(著), 河森正治(監修)
- ヴァリアブルファイター VF-0フェニックス 始まりの不死鳥 2012/9/25 GA Graphic編集部(著), ビックウエスト・河森正治(監修)
- ヴァリアブルファイター SDF-1マクロス VF-1航空隊 2014/3/4 GA Graphic編集部(著), 河森正治(監修), ビックウエストフロンティア(監修)
- ヴァリアブルファイター VF-22シュトゥルムフォーゲルII 2014/9/19 GA Graphic編集部(著), ビックウエスト(監修)
- ラウンドバーニアン FAM-RV-S1バイファム 2013/6/14 GA Graphic編集部(著), サンライズ(監修)
- アーマードトルーパー ATM-09-STスコープドッグ 2015/2/21 GA Graphic編集部(著), サンライズ(監修)
- SPTレイズナー 2015/9/5 GA Graphic編集部(著), サンライズ(監修)

ボークス・ブロッカーズ NEXATEシリーズ
- シリーズNEXATE<第1弾> PRIME（プライム）2015/12/20先行発売　2016/1/1発売　VOLKSINC.

小説
- WAR TIME SHOW 〜戦場のエクエス（矢立文庫Web小説、メカデザイン）